# Antonio Gómez Fernandez
Antonio Gómez Fernandez (Barcelona, 9 februari 1943) (beter bekend als Antonio Gómez) is een Spaanse oud-schaatser die tot 2003 op alle afstanden de nationale recordhouder was.
Gomez nam tussen 1977 en 1982 deel aan internationale wedstrijden namens zijn land. Hij had zichzelf schaatsen geleerd op de kunstijsbaan van Barcelona. In totaal nam hij deel aan zes wereldkampioenschappen en drie Europese kampioenschappen. De hoogst behaalde klassering was in 1980 de vijfentwintigste plaats op het Europees Kampioenschap. In dat jaar had hij zichzelf "pootje over" geleerd zodat hij op een snellere manier de bochten kon nemen. Onder het Nederlandse schaatspubliek genoot hij een aanzienlijke populariteit.
Zijn beste tijden zijn lang blijven staan als officieel Spaans record, tot er in het begin van de 21e eeuw meer Spaanse schaatsers kwamen door een cross-over vanuit de skeeler-wereld.
In 2005 keerde hij terug in de schaatswereld als de coach van zijn dochter Beatriu Gómez Franquet bij het wereldkampioenschap hardrijden op de schaats voor junioren.

## Persoonlijke records
| Afstand      | Tijd    | Datum            | Baan       |
| ------------ | ------- | ---------------- | ---------- |
| 500 meter    | 49,90   | 24 februari 1980 | Heerenveen |
| 1000 meter   | 1.46,50 | 7 januari 1979   | Utrecht    |
| 1500 meter   | 2.32,16 | 11 februari 1978 | Oslo       |
| 3000 meter   | 5.33,10 | 17 februari 1980 | Groningen  |
| 5000 meter   | 9.06,55 | 10 februari 1978 | Oslo       |
| 10.000 meter | 21.47,6 | 8 maart 1979     | Groningen  |

## Resultaten
| Jaar | EK Allround | WK Allround |
| ---- | ----------- | ----------- |
| 1977 |             | NC31        |
| 1978 | NC29        | NC32        |
| 1979 | NC29        | NC32        |
| 1980 | NC25        | NC31        |
| 1981 |             | NC35        |
| 1982 |             | NC33        |

NC# = niet gekwalificeerd voor de laatste afstand, maar wel als # geklasseerd in de eindrangschikking